# Музиканти
Музиканти је југословенска музичка забавно–хумористичка телевизијска серија, снимљена у продукцији Телевизије Београд, из 1969. године. Серија је сачињена од 10 епизода које је написао Живорад Лазић, а режирао Драгослав Лазић.
Серија парти живот тројице музиканата Бурдуша (Јован Јанићијевић), Рајка (Милан Срдоч) и Лепог Цанета (Драган Зарић), који заједно чине музички трио La Campanella.
Серија је била веома популарна, због чега је снимљен филм Бурдуш, који представља наставак серије. У овом филму лик Лепог Цанета уместо Драгана Зарића тумачи Миодраг Андрић Љуба Мољац. Због велике популарности коју је имала серија као и главни лик Бурдуш, глумцу Јовану Јанићијевићу је ово постао доживотни надимак.

## Списак епизода
Списак епизода и датум премијерног емитовања:
| Епизода | Назив епизода        | Датум премијерног емитовања |
| 1       | Мајстори се састају  | 12. септембар 1969.         |
| 2       | Одлазак Грге трубача | 19. септембар 1969.         |
| 3       | Свадба               | 26. септембар 1969.         |
| 4       | Отказ                | 3. октобар 1969.            |
| 5       | Цанетова љубав       | 10. октобар 1969.           |
| 6       | Божана               | 17. октобар 1969.           |
| 7       | Нада                 | 24. октобар 1969.           |
| 8       | Аудиција             | 31. октобар 1969.           |
| 9       | Фајронт              | 7. новембар 1969.           |
| 10      | Рингишпил            | 14. новембар 1969.          |

## Улоге
| Глумац                    | Улога                        |
| ------------------------- | ---------------------------- |
| Јован Јанићијевић Бурдуш  | Бурдуш (10 еп. 1969)         |
| Милан Срдоч               | Рајко Животић (10 еп. 1969)  |
| Драган Зарић              | Лепи Цане (10 еп. 1969)      |
| Живка Матић               | Сида (5 еп. 1969)            |
| Ратко Сарић               | Газда Чеда (4 еп. 1969)      |
| Александар Стојковић      | Старојко (4 еп. 1969)        |
| Властимир Ненадић         | Гргин син (3 еп. 1969)       |
| Ђорђе Пура                | Ђузла (3 еп. 1969)           |
| Миодраг Андрић            | (2 еп. 1969)                 |
| Мелита Бихали             | Конобарица (2 еп. 1969)      |
| Мирослав Бијелић          | (2 еп. 1969)                 |
| Милка Буљугић             | (2 еп. 1969)                 |
| Милутин Бутковић          | Вићентије (2 еп. 1969)       |
| Љубомир Ћипранић          | (2 еп. 1969)                 |
| Славица Георгиев          | Млада (2 еп. 1969)           |
| Ђорђе Јовановић           | (2 еп. 1969)                 |
| Вељко Маринковић          | (2 еп. 1969)                 |
| Бранислав Цига Миленковић | Продавац (2 еп. 1969)        |
| Божидар Пајкић            | Младожењин деда (2 еп. 1969) |

 Остале улоге  ▼
| Глумац                    | Улога                        |
| ------------------------- | ---------------------------- |
| Михајло Бата Паскаљевић   | Крле Џамбас (2 еп. 1969)     |
| Мира Пеић                 | Певачица Мила (2 еп. 1969)   |
| Драгомир Чумић            | Милиционер (1 еп. 1969)      |
| Иван Ђурђевић             | (1 еп. 1969)                 |
| Божидар Дрнић             | (1 еп. 1969)                 |
| Зорица Гајдаш             | (1 еп. 1969)                 |
| Љиљана Газдић             | (1 еп. 1969)                 |
| Љубица Гојкић             | (1 еп. 1969)                 |
| Војо Горић                | (1 еп. 1969)                 |
| Вера Игњатовић            | (1 еп. 1969)                 |
| Душан Јанићијевић         | Миле Варваринац (1 еп. 1969) |
| Јелена Јовичић            | (1 еп. 1969)                 |
| Мирослав Ковачевић        | (1 еп. 1969)                 |
| Драган Лаковић            | (1 еп. 1969)                 |
| Зоран Лонгиновић          | Милиционер (1 еп. 1969)      |
| Петар Лупа                | (1 еп. 1969)                 |
| Србољуб Милин             | (1 еп. 1969)                 |
| Павле Минчић              | Пијаниста (1 еп. 1969)       |
| Мирослав Павићевић        | (1 еп. 1969)                 |
| Миомир Петровић           | (1 еп. 1969)                 |
| Мирослав Дуда Радивојевић | Сељак (1 еп. 1969)           |
| Нађа Родић                | (1 еп. 1969)                 |
| Љиљана Шљапић             | (1 еп. 1969)                 |
| Радослав Шпицмилер        | (1 еп. 1969)                 |
| Љиљана Стјепановић        | Рада (1 еп. 1969)            |
| Боривоје Стојановић       | (1 еп. 1969)                 |
| Александар Волић          | Младожења (1 еп. 1969)       |
| Десанка Вујић             | (1 еп. 1969)                 |
| Бранка Зорић              | (1 еп. 1969)                 |
| Богдан Јакуш              | (непознат број епизода)      |

- Пуна имена и презимена главних ликова спомињу се у последњој епизоди на суду.

Комплетна ТВ екипа  ▼
| Редитељ                   | Драгослав Лазић         | (10 еп. 1969)                      |
| Сценариста                | Живорад Жика Лазић      | (10 еп. 1969)                      |
| Сценариста                | Драгослав Лазић         |                                    |
| Продуцент                 | Миодраг Маринковић      | придружени продуцент (10 еп. 1969) |
| Директор фотографије      | Милорад Јакшић Фанђо    | (10 еп. 1969)                      |
| Директор фотографије      | Ђорђе Ђоковић           | (8 еп. 1969)                       |
| Монтажер                  | Вуксан Луковац          | (10 еп. 1969)                      |
| Монтажер                  | Радмила Николић         | (2 еп. 1969)                       |
| Сценограф                 | Никола Теодоровић       | (10 еп. 1969)                      |
| Костимограф               | Бранко Ћатовић          | (10 еп. 1969)                      |
| Менаџер продукције        | Тихомир Грујин          | вођа снимања (5 еп. 1969)          |
| Помоћник режије           | Борислав Вукић          | помоћник редитеља (7 еп. 1969)     |
| Помоћник режије           | Миодраг Седлар          | асистент директора (6 еп. 1969)    |
| Помоћник режије           | Милан Узелац            | помоћник редитеља (3 еп. 1969)     |
| Одсек за звук             | Драган Гроздановић      | тон мајстор (9 еп. 1969)           |
| Одсек за звук             | Дивна Рајић             | тон мајстор (9 еп. 1969)           |
| Одсек за звук             | Душан Анђелковић        | микроман (5 еп. 1969)              |
| Одсек за звук             | Радивоје Кипић          | микроман (5 еп. 1969)              |
| Одсек за камеру и расвету | Марина Лазаревић        | сниматељ (10 еп. 1969)             |
| Одсек за камеру и расвету | Александар Радосављевић | пратилац камере (10 еп. 1969)      |
| Одсек за камеру и расвету | Александар Рибић        | пратилац камере (10 еп. 1969)      |
| Одсек за камеру и расвету | Слободан Обрадовић      | пратилац камере (9 еп. 1969)       |
| Одсек за камеру и расвету | Здравко Игњатовић       | вођа расвете (8 еп. 1969)          |
| Одсек за камеру и расвету | Јован Нечић             | вођа расвете (2 еп. 1969)          |
| Одсек за костим           | Олга Скоробац           | гардеробер (непознат број епизода) |
| Одсек за монтажу          | Живојин Лалић           | (5 еп. 1969)                       |
| Музички одсек             | Доријан Сетина          | (5 еп. 1969)                       |
| Остала екипа              | Слободан Новаковић      | драматург (10 еп. 1969)            |
| Остала екипа              | Вера Амар               | секретар режије (5 еп. 1969)       |